# Jaromír Přecechtěl
Jaromír Přecechtěl (1. září 1940 Jihlava – 8. ledna 2015 Hlubočky) byl český profesionální hokejista, později funkcionář a trenér TJ Moravia DS Olomouc.

## Hráčská kariéra
- 1959–1960 – ASD Dukla Jihlava
- 1960–1961 – ASD Dukla Jihlava
- 1961–1962 – TJ Gottwaldov
- 1962–1963 – TJ Gottwaldov
- 1963–1964 – TJ Gottwaldov
- 1964–1965 – TJ Gottwaldov
- 1965–1966 – TJ Gottwaldov, TJ ZKL Brno
- 1966–1967 – TJ ZKL Brno
- 1967–1968 – TJ ZKL Brno
- 1968–1969 – TJ ZKL Brno
- 1969–1970 – TJ ZKL Brno
- 1970–1971 – TJ Moravia DS Olomouc
- 1971–1972 – TJ Moravia DS Olomouc